# アルベンダゾール
アルベンダゾール（Albendazole）は、様々な寄生虫感染症を治療可能な医薬品である。商品名エスカゾール。日本で包虫症の治療薬として承認されているほか、海外ではジアルジア症、鞭虫症、フィラリア、神経嚢虫症、蟯虫症、回虫症等の治療に用いられる。 ベンゾイミダゾール系の広スペクトル駆虫薬に分類される。経口薬である。
多く見られる副作用は嘔気、腹痛、頭痛である。重篤な副作用としては、骨髄抑制が起こり得、その場合は服薬を中止する必要がある。肝機能障害があり副作用リスクが大きかった患者で肝炎の発生が報告された。胎児に対しては、米国胎児危険度分類はC、豪州の分類はDであり、妊婦が服用すると有害事象が発生し得ることを意味する。
アルベンダゾールは1975年に開発された。WHO必須医薬品モデル・リストに収載されている。

## 効能・効果
日本で認められている効能・効果は、包虫症のみである。
海外では、下記の寄生虫症の第一選択薬である。
- 扁形動物
  - 吸虫
    - 肝蛭症

  - 条虫
    - 嚢虫症[7]
    - エキノコックス症[7][8]
- 線形動物
  - 蟯虫症[9]
  - 鞭虫症[9]
  - トキソカラ症
  - 回虫症[9]
  - 鉤虫感染症[9]
  - 糞線虫症（英語版）[9]
  - トリコストロンギルス属感染症[9]
  - 毛頭虫症（英語版）[9]
  - 皮膚幼虫移行症（鉤虫属（英語版）による）
  - フィラリア
- ハエ蛆症

### その他の用途

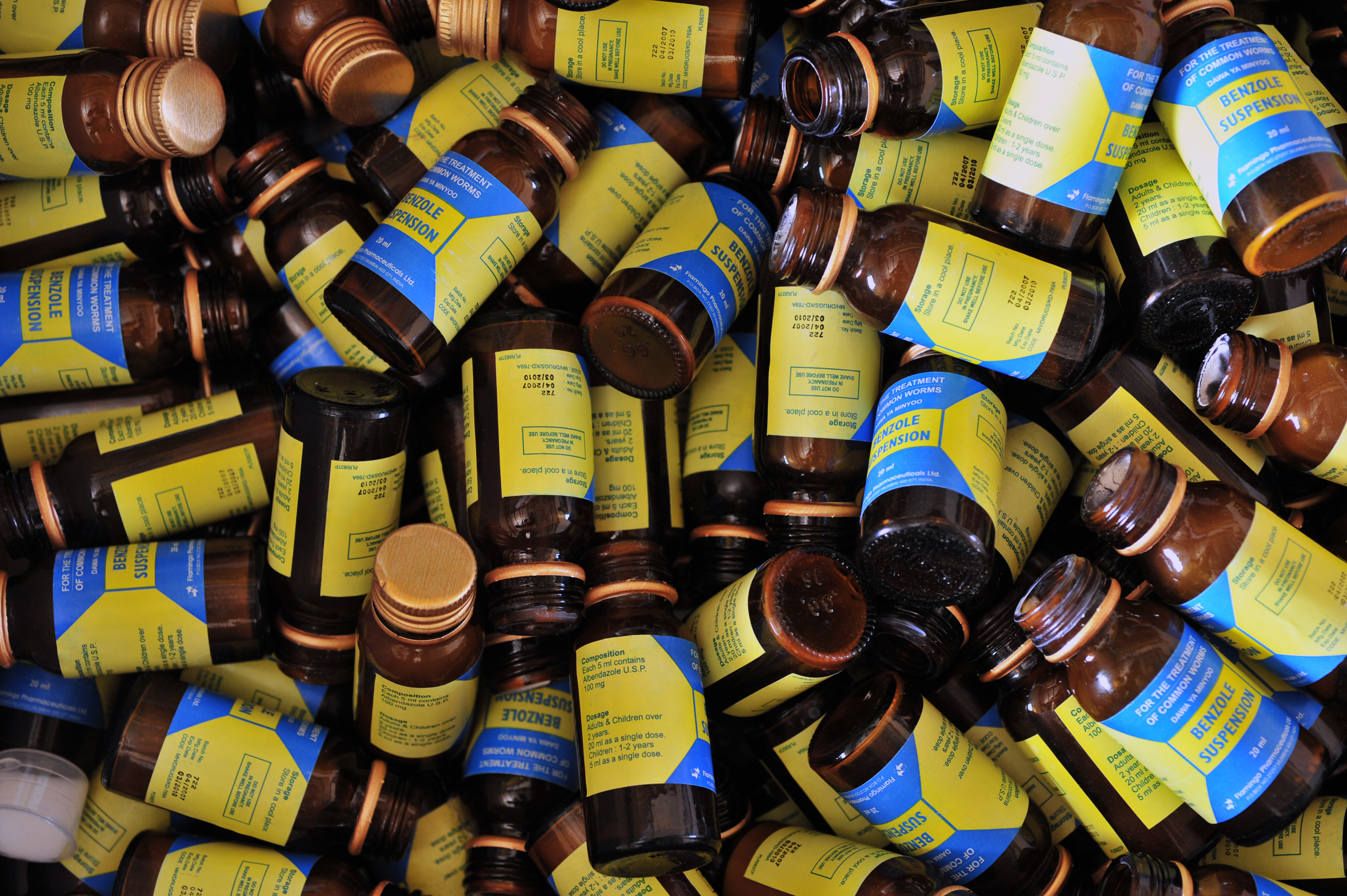
アフリカで配布されたアルベンダゾールの空き瓶

アフリカでは、象皮症の伝播防止の努力の一環としてアルベンダゾールが使用されている。サブサハラアフリカではアルベンダゾールはイベルメクチンと併用され、世界のその他の地域ではジエチルカルバマジンと併用される。
抗原虫薬として、ジアルジア症や微胞子虫症の治療に応用される。

## 禁忌
ベンゾイミダゾール系薬物に過敏症のある患者には禁忌である。

### 胎児への影響
豪州では、アルベンダゾールはクラスDに分類されている。薬物動態学的に見ると、痕跡量が精液中に出現する。アルベンダゾールの催奇形性を考慮すると、男性は性交時に適切な避妊をすべきである。女性は妊娠中に服用すべきでなく、服用後1ヶ月は妊娠を避けるべきである。

## 副作用
アルベンダゾールで発生する重大な副作用は、汎血球減少症、皮膚粘膜眼症候群（Stevens-Johnson症候群）、多形紅斑、肝機能障害（16.2%）、黄疸（0.6%）である。
アルベンダゾールは、腹痛、眩暈、頭痛、発熱、嘔気、嘔吐、一時的脱毛を引き起こす可能性がある。
稀な副作用として、持続的な咽喉頭痛、激しい頭痛、痙攣、視覚障害、目や皮膚の黄変、着色尿、胃痛、痣易生成、精神状態/気分の変調、強い肩凝り、尿量変化が知られている。肝酵素上昇は一般的な副作用であるが、稀に急性肝不全が発生すると報告されている。アレルギー反応も起こり得る。
その他にも、稀に骨髄抑制、無顆粒球症、再生不良性貧血を引き起こすことが報告されている。この副作用は、エキノコックス嚢胞を含む肝疾患を有する患者で発症リスクが高いようである。

## 相互作用

### 抗てんかん薬
抗てんかん薬のカルバマゼピン、フェニトイン、フェノバルビタールはアルベンダゾールの血中濃度を低下させ半減期を短縮させる。

### 制酸薬
制酸薬のシメチジンは血中アルベンダゾール濃度を上昇させ、半減期を延長させる。これはアルベンダゾールの効果を増強するので、重症感染症に使用する際には有用であると思われる。

### 食事
食事（脂肪食）と共に服用すると、血漿中濃度が空腹時服用の4.5倍に高まることが報告されているので、食事と共に服用することが望ましい。

## 作用機序
駆虫薬としては、アルベンダゾールはチューブリンのコルヒチン感受性部位に結合して微小管の重合や会合を阻害して、虫体の消化管細胞を変性させる。細胞質微小管を損失すると、感性寄生虫の幼虫や成虫でグルコースの取り込みができなくなり、グリコーゲンの貯蔵を枯渇させる。変性は、細胞内の小胞体や胚層のミトコンドリアで発生し、続いてリソソームが放出されて細胞が崩壊する。

## 代謝

アルベンダゾール S-オキシド（リコベンダゾール）の構造式

アルベンダゾールは肝臓のアルベンダゾールモノオキシゲナーゼで酸化されてアルベンダゾールスルホキシド（別名：リコベンダゾール、INN：アルベンダゾールオキシド）になる。アルベンダゾール分子のほか、このオキシドにも駆虫活性がある:1。

## 価格等
世界中の多くの地域では、1回服用量当りの価格は0.01から0.06米ドルであるが、米国内では2014年時点で1回服用量当り約50米ドルである。日本では1回服用量の薬価は2016年4月時点で399.1円である。
ローリー (ノースカロライナ州)では、先発品の価格はおよそ800米ドルであり、後発品でも540米ドルである。先発品の権利を購入したAmedra社は価格を吊り上げ、患者の権利擁護団体と米国民主党の政治家から批判を浴びた。
米国ではAlbenza、Eskazole、Zentelなどの商品名で市販されて広く使用されているものの、米国食品医薬品局は寄生虫病の適応としては認可していない。アルベンダゾールはグラクソ・スミスクラインにより市販されている。